# Cena Bambi
Bambi také Cena Bambi či BAMBI je německá cena, kterou každoročně uděluje Hubert Burda Media, aby ocenila vynikající výsledky domácích i zahraničních osobností, skupin a organizací v mezinárodních médiích, televizi, umění, kultuře, sportu a dalších oblastech, které s vizí a kreativitou ovlivnili a inspirovali německou veřejnost daného roku. Poprvé byla udělena v roce 1948 a je nejstarším mediálním oceněním v Německu. Cena je pojmenována po knize Felixe Saltena Bambi, Život v lese a její sošky mají tvar koloucha, titulní postavy románu. Původně se vyráběly z porcelánu a to až do roku 1958, kdy organizátoři přešli na použití zlata, přičemž odlévání provádí umělecká licí dílna Ernsta Strassackera v Süßenu.
Mezi časté oceněné patří Heinz Rühmann, Peter Alexander, O. W. Fischer, Johannes Heesters, Sophia Lorenová, Maria Schell, Rock Hudson, Franz Beckenbauer, Pierre Brice a Céline Dion.